# Selkäsalo (ö i Satakunta)
Selkäsalo är en ö i Finland. Den ligger i sjön Sääksjärvi och i kommunen Kumo i den ekonomiska regionen  Björneborgs ekonomiska region  och landskapet Satakunta, i den sydvästra delen av landet, 200 km nordväst om huvudstaden Helsingfors. Öns area är 8,5 hektar och dess största längd är 490 meter i nord-sydlig riktning.